# Richardson (cráter)

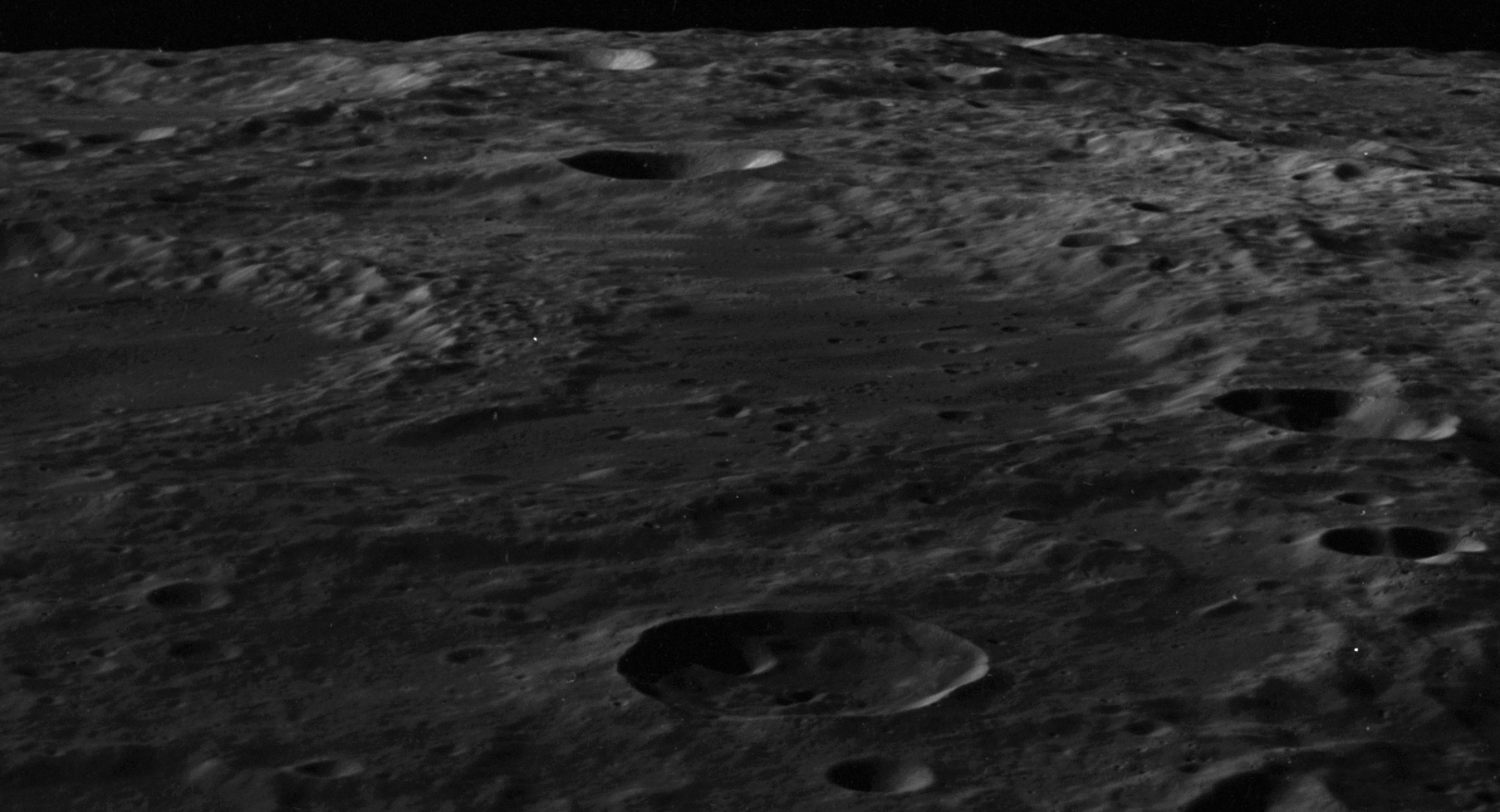
Fotografía de la misión Apolo 14

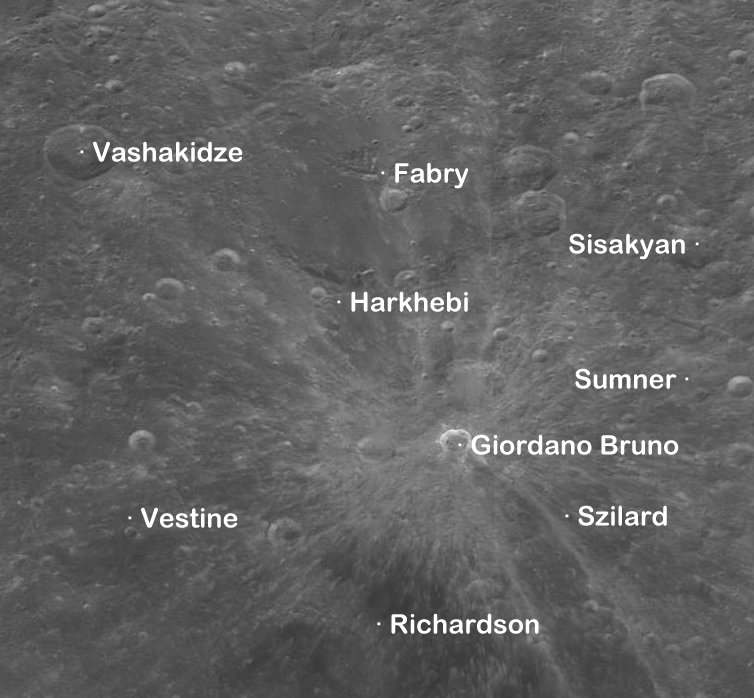
Entorno de Richardson, situado dentro del sistema de marcas radiales del cráter Giordano Bruno.

Richardson es un gran cráter de impacto lunar ubicado en la cara oculta de la Luna , justo detrás del limbo este. Se encuentra al sur de la enorme planicie amurallada de Harkhebi, y al este-sureste del cráter Vestine. Justo al noreste se halla Szilard, y al sureste aparece Artamonov.
|  |

Una parte sustancial del cráter está cubierta por Maxwell, que atraviesa el brocal hacia el suroeste. El borde noreste de Maxwell alcanza el punto medio aproximado de Richardson, y junto con sus rampas exteriores cubre casi la mitad del suelo interior. El resto del borde de Richardson está desgastado y erosionado, con Richardson W que invade el sector noroeste del borde y Richardson E que se sitúa en el lado este.
Lo que queda del suelo interior de Richardson es relativamente llano, pero marcado por numerosos pequeños cráteres. El cráter está recubierto por una serie de depósitos producto del impacto que produjo el cráter Giordano Bruno, localizado justo al norte-noreste.
Antes de recibir su denominación formal en 1979 por la UAI, este cráter era conocido como "Cráter 114".

## Cráteres satélite
Por convención estos elementos son identificados en los mapas lunares poniendo la letra en el lado del punto medio del cráter que está más cerca de Richardson.
|            | \| Richardson \| Coordenadas \| Diámetro \| \| ---------- \| ------------------------------ \| -------- \| \| E \| 31°54′N 103°36′E / 31.9, 103.6 \| 22 km \| \| W \| 33°30′N 98°18′E / 33.5, 98.3 \| 23 km \| |          |
| Richardson | Coordenadas | Diámetro |
| E          | 31°54′N 103°36′E / 31.9, 103.6 | 22 km    |
| W          | 33°30′N 98°18′E / 33.5, 98.3 | 23 km    |